# Когнитивистика

Рисунок, иллюстрирующий научные направления, которые способствовали зарождению когнитивной науки, в том числе лингвистика, нейронауки, искусственный интеллект, философия, антропология и психология

Когнитиви́стика, когнити́вная нау́ка (лат. cognitio «познание») — это междисциплинарное научное направление, объединяющее теорию познания, когнитивную психологию, нейрофизиологию, нейробиологию, когнитивную лингвистику, невербальную коммуникацию и теорию искусственного интеллекта.
В когнитивной науке используются два стандартных вычислительных подхода к моделированию когнитивных систем: символицизм (классический подход) и коннекционизм (более поздний подход). Символицизм основывается на предположении о том, что человеческое мышление подобно мышлению компьютера с центральным процессором, последовательно обрабатывающего единицы символьной информации. Коннекционизм основывается на предположении, что человеческое мышление не может быть уподоблено центральному цифровому процессору из-за несовместимости с данными нейробиологии, а может имитироваться при помощи искусственных нейронных сетей, которые состоят из «формальных» нейронов, выполняющих параллельную обработку данных.
Классическая когнитивная наука игнорировала проблему связи сознания с мозгом, а также проблему связи психологии с нейробиологией. Это послужило причиной критики в её адрес. В 1980-е годы психологи и нейробиологи стали взаимодействовать теснее, что привело к возникновению новой науки — когнитивной нейробиологии, использующей методы визуализации мозга, которые позволяют эмпирически связать ментальные феномены с физиологией мозга. Если классическая когнитивная наука не принимала во внимание сознание, то в современной когнитивной нейробиологии сознание является предметом изучения.
Ключевым техническим достижением, сделавшим когнитивистику возможной, стали новые методы сканирования мозга. Томография и другие методы впервые позволили получить прямые данные о работе мозга. Важную роль сыграли и всё более мощные компьютеры.
Прогресс в когнитивистике, как полагают учёные, позволит «разгадать загадку разума», то есть описать и объяснить процессы в мозге человека, ответственные за высшую нервную деятельность. Это позволит создать системы так называемого сильного искусственного интеллекта, который будет обладать способностями к самостоятельному обучению, творчеству, свободному общению с человеком.
В когнитивистике совместно используются компьютерные модели, взятые из теории искусственного интеллекта, и экспериментальные методы, взятые из психологии и физиологии высшей нервной деятельности, для разработки точных теорий работы человеческого мозга.

## Возникновение
Когнитивная наука возникла как ответ бихевиоризму, в попытке найти новый подход к пониманию человеческого сознания. Помимо непосредственно психологии, у истоков оказалось сразу несколько научных дисциплин: искусственный интеллект (Джон Маккарти), лингвистика (Ноам Хомский), а также философия (Джерри А. Фодор). На пике развития кибернетики и появления первых компьютеров, идея аналогии человеческого разума и вычислительной машины начала набирать силу и во многом заложила основные теории когнитивизма. Процесс мышления сравнивался с работой компьютера, который получает стимулы из окружающего мира и генерирует информацию, которая доступна для наблюдения. Помимо символов, как результатов контакта разума с внешним миром, объектом исследований стали мыслительные образы (или представления). Таким образом, произошло разделение на «снаружи» (предметы, объекты, …) и «внутри» (представления). На вопрос, существует ли мир, когнитивная наука отвечает: «Неизвестно, но существуют наши представления об этом мире». С другой стороны, когнитивизм также вернул декартовский скептицизм и оставил без внимания субъективные переживания и эмоции.

## Воплощённая когнитивная наука
В начале XXI века в когнитивной науке развилось новое направление — воплощённая когнитивная наука (англ. embodied cognitive science). Её представители считают ошибочным подход традиционной когнитивной науки и философии сознания, который почти полностью игнорирует роль тела в деятельности сознания. В последнее десятилетие наблюдается рост эмпирических исследований в области воплощённого познания. Сторонники воплощённой когнитивной науки отвергают идею о том, что сознание порождается мозгом или тождественно мозгу.

## Составляющие когнитивистики
- Искусственный интеллект
- Когнитивная психология
- Когнитивная лингвистика
- Когнитивная этология
- Материальная когнитивная наука
- Математическая логика
- Неврология
- Нейробиология
- Нейрофизиология
- Философия сознания

К когнитивным наукам также относят экспериментальную психологию познания, нейронауку, когнитивную антропологию, когнитивную географию, психолингвистику, нейролингвистику.